# Phoebe Gloeckner
Phoebe Gloeckner   (Filadèlfia, 22 de desembre de 1960) és una dibuixant de novel·la gràfica estatunidenca coneguda per les obres A child's life i The diary of a teenage girl.

## Trajectòria professional
Gloeckner va entrar en contacte amb el món de la il·lustració a través dels seus pares. El seu pare era un il·lustrador comercial i la seva mare coneixia algun dels autors del còmic underground dels anys 70, i això li va permetre contactar i treballar amb autors com ara Robert Crumb, Aline Kominsky, Diane Noomin o Art Spiegelman durant la seva adolescència.
Tanmateix, no es va dedicar al còmic de bon principi. Va estudiar art i medicina a la Universitat de San Francisco i es va especialitzar en il·lustració mèdica a la Universitat de Texas. No va ser fins a l'any 1988 quan va il·lustrar una obra de ficció per primera vegada, The Atrocity Exhibition de J. G. Ballard. A partir de llavors va començar a crear historietes curtes que s'han publicat en diversos reculls de còmic, i va editar dues obres en solitari que han obtingut un gran reconeixement: A child's life i The diary of a teenage girl.
A part de la novel·la gràfica també ha il·lustrat diversos llibres infantils i ha fet exposicions de les seves il·lustracions mèdiques en galeries d'art dels Estats Units. Actualment és professora associada al'escola d'art i disseny de la Universitat de Michigan.
Va rebre el premi Inkpot l'any 2000 i una beca Guggenheim l'any 2008.

## Obra

### Monografies
A child's life and other stories
Aquesta novel·la gràfica es va publicar l'any 1998 i narra la infantesa de la Minnie, una nena que té una mare alcohòlica i un pare pederasta. El sexe i les drogues marquen la seva primera joventut. Va portar una gran polèmica pel seu contingut: les autoritats britàniques en van intentar requisar els exemplars per considerar-la una obra pornogràfica i va ser retirat de la biblioteca pública de Stockton, Califòrnia, per ser considerat un "manual per a pedòfils".
The diary of a teenage girl
Segona part de la història de la Minnie, en aquesta ocasió en plena adolescència. La protagonista recull en un diari el seu despertar sexual a través de la relació amb un dels amants de la seva mare.
The diary of a teenage girl va ser adaptada al cinema l'any 2015 per l'actriu i directora Marielle Heller.

### Com a coautora
- RE/Search, 1980-1981
- I Live Here, 2008

### Llibres infantils
- Weird Things You Can Grow, 1994
- Weird but True, 1997
- The Exploding Toilet and Other Tales Too Funny to Be True, 1998
- The Baby-Sitter's Nightmare, 1998

### Il·lustració
- The Atrocity Exhibition, 1990
- Angry Women, 1991
- The RE/Search Guide to Bodily Fluids, 1999
- The Good Vibrations Guide to Sex, 2002